# Кримаренко Юрій Олександрович
Юрій Олександрович Кримаренко (нар. 11 серпня 1983, Бердичів) — український легкоатлет, що спеціалізується на стрибках у висоту, чемпіон світу (2005), заслужений майстер спорту України.

## Життєпис
Займається легкою атлетикою — стрибками у висоту з 1991 року. Займався в школі Віталія Лонського, перший тренер — Сергій Шеремет. У 2001 році Юрій Кримаренко виконав норматив майстра спорту, здолавши планку на висоті 2,15 м під час міжнародного турніру на призи Віталія Лонського в Бердичеві.
Другим тренером Юрія став Олександр Михальченко. Наступним наставником був Володимир Журавльов, який і привів Юрія Кримаренка до звання чемпіона світу.
У 2001 році вступив до Національного Університету фізичного виховання та спорту України.
У грудні 2003 року став переможцем Всесвітніх ігор серед військовослужбовців у місті Каталіа (острів Сицилія, Італія). У липні 2005 року стає бронзовим призером Чемпіонату Європи серед молоді в місті Ерфурт (Німеччина).
У 2005 р. виконав норматив майстра спорту міжнародного класу на турнірі в Португалії з результатом 2,28 м, а свій особистий рекорд встановив на комерційному турнірі в Німеччині — 2,33 м.
У серпні 2005 року Юрій Кримаренко став Чемпіоном світу в Гельсінкі (Фінляндія) з результатом 2,32 м. За це досягнення отримав нагороду «Знак Пошани».
У грудні 2005 року став переможцем у конкурсі UKRAINE SPORT AWARDS у номінації «Відкриття року». У березні 2006 року його визнали найкращим спортсменом року в загальнонаціональній програмі «Людина року».
Рішенням Бердичівської міської ради № 2 від 12 січня 2006 року Юрієві Кримаренку за презентацію міста Бердичева на міжнародному рівні, подальший розвиток авторитету і слави школи стрибунів Віталія Лонського присвоєно звання «Почесний громадянин міста Бердичева».
Був учасником XXIX літніх Олімпійських ігор у Пекіні (2,15 м).
Одружений, у шлюбі є двоє дітей.